# جون كوتش
جون كوتش (بالإنجليزية: John Couch)‏ هو عازف الغيتار الكلاسيكي نيوزيلندي، ولد في 1976.